# 三重水産専門学校 (旧制)
| 三重水産専門学校 （三重水専） | 三重水産専門学校 （三重水専） |
| ----------------------------- | ----------------------------- |
| 創立                          | 1947年                        |
| 所在地                        | 三重県香良洲町 （現・津市）   |
| 初代校長                      | 倉茂英次郎                    |
| 廃止                          | 1951年                        |
| 後身校                        | 三重県立大学 （現・三重大学） |
| 同窓会                        | 三翠同窓会                    |

三重水産専門学校 （みえすいさんせんもんがっこう） は、1947年 （昭和22年） に設立された私立の旧制専門学校。

## 概要
- 日本の内地では、函館・鹿児島に次いで 3番目に設立された水産専門学校。
- 本科 （修業年限3年） に漁業科・水産製造科・水産増殖科の 3科を設置した。
- 経営悪化のため後身校を持たずに廃止されたが、新制三重県立大学水産学部 （1950年4月発足、後の三重大学水産学部、現・生物資源学部） の事実上の前身校となった[1]。
- 同窓会は 「三水会」 と称したが、1991年に新制三重大学旧水産学部同窓会 「勢水会」 と合併し、「三翠同窓会」 （元は旧制三重農専・新制三重大学旧農学部の同窓会） に合流した。

## 沿革
私立三重水産専門学校の発起人は不明とされている。財団法人三重水産専門学校の初代理事長には村尾克己 （1899年生-1963年没） が就任した。しかし、設立後まもなく急激なインフレに直撃され、学校経営は破綻状態となった。
- 1947年5月1日： 三重水産専門学校開校。
  - 本科 （修業年限3年） に漁業科・水産製造科・水産増殖科の 3科を設置した。
- 1947年11月： 第1回記念祭を挙行。
- 1948年12月： 財団法人経営悪化で理事長交代。
  - 第2代理事長には、生徒父兄から選出された福島繁蔵が就任。
- 1950年3月： 第1回卒業。
- 1951年3月： 最後の卒業式 （第2期生・第3期生）。
- 1951年5月： 三重水産専門学校閉鎖、財団法人解散。

## 歴代校長
- 初代： 倉茂英次郎 （1947年5月 - 1949年6月死去）
- 校長代理： 岡田弥一郎 （1949年6月 - 1951年3月）
  - 新制三重県立大学水産学部 初代学部長

## 校地の変遷と継承
校地は、三重県一志郡香良洲町 （現・津市香良洲町） の三重海軍航空隊跡地で、香良洲漁港に隣接していた。南隣には、戦災を受けて避難してきた三重師範学校の校地が存在した。

## 関連書籍
- 三重大学開学50周年記念誌刊行専門委員会（編）　『三重大学五十年史 : 通史編・資料編』　三重大学開学50周年記念事業後援会、1999年9月。